# Yucuninde
Yucuninde är en ort i Mexiko.   Den ligger i kommunen San Pedro y San Pablo Teposcolula och delstaten Oaxaca, i den sydöstra delen av landet, 280 km sydost om huvudstaden Mexico City. Yucuninde ligger 2 250 meter över havet och antalet invånare är 160.
Terrängen runt Yucuninde är huvudsakligen lite kuperad. Yucuninde ligger nere i en dal som går i öst-västlig riktning. Runt Yucuninde är det glesbefolkat, med 15 invånare per kvadratkilometer. Närmaste större samhälle är Villa Tejúpam de la Unión, 16,9 km norr om Yucuninde. I omgivningarna runt Yucuninde växer i huvudsak blandskog.